# Sally Ann's Strategy
Sally Ann's Strategy è un cortometraggio muto del 1912 diretto da C.Jay Williams.

## Produzione
Il film fu prodotto dalla Edison Manufacturing Company.

## Distribuzione
Distribuito dalla General Film Company, il film - un cortometraggio di 205,75 metri - uscì nelle sale cinematografiche statunitensi il 20 novembre 1912. Il 15 febbraio 1913 venne distribuito nel Regno Unito.
Nelle proiezioni, veniva programmato con il sistema dello split reel, accorpato in un'unica bobina con un altro cortometraggio prodotto dalla Edison, il documentario High Explosives as Used in the U.S. Army.